# Lotos ořechonosný

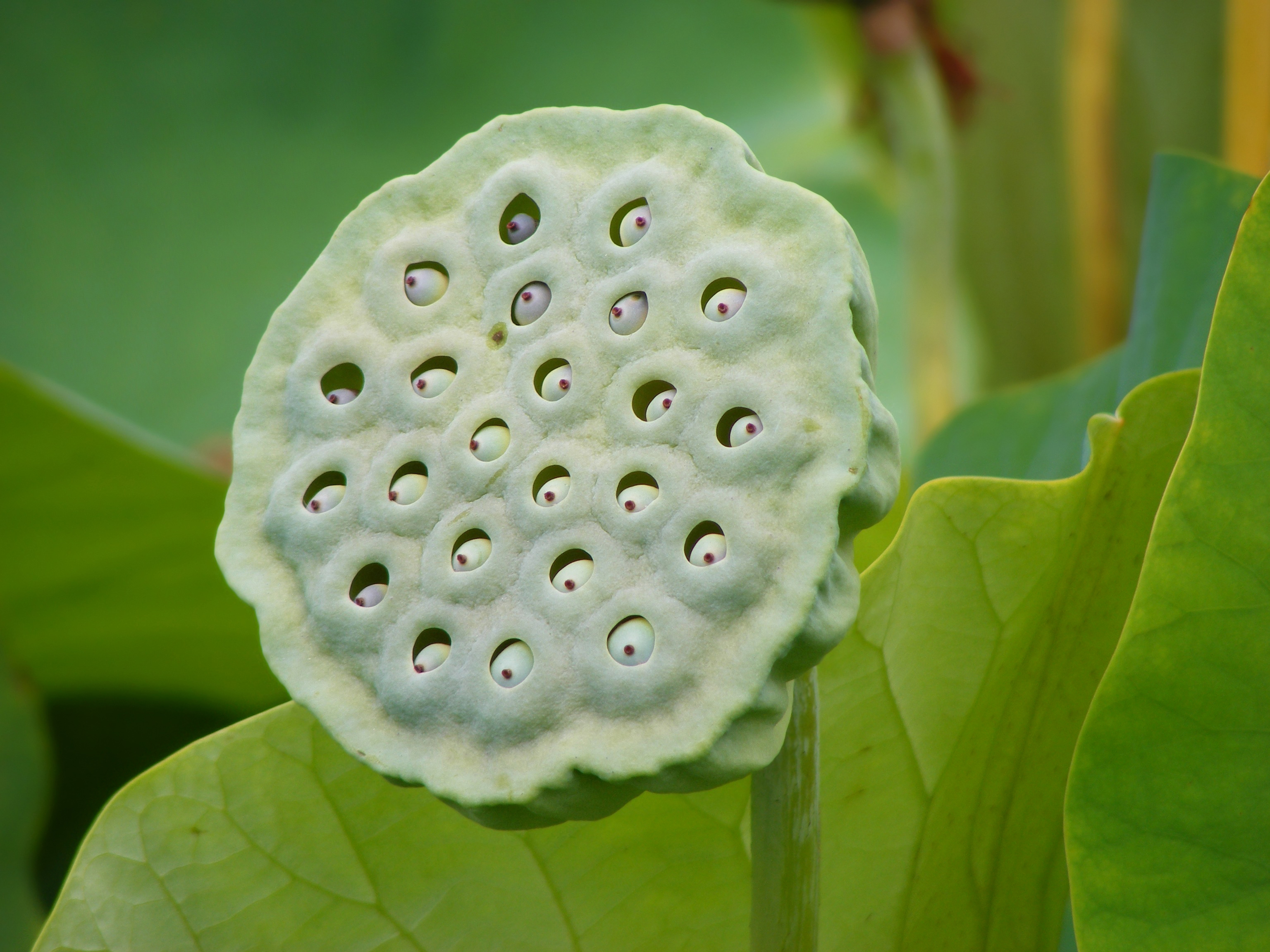
Souplodí lotosu ořechonosného

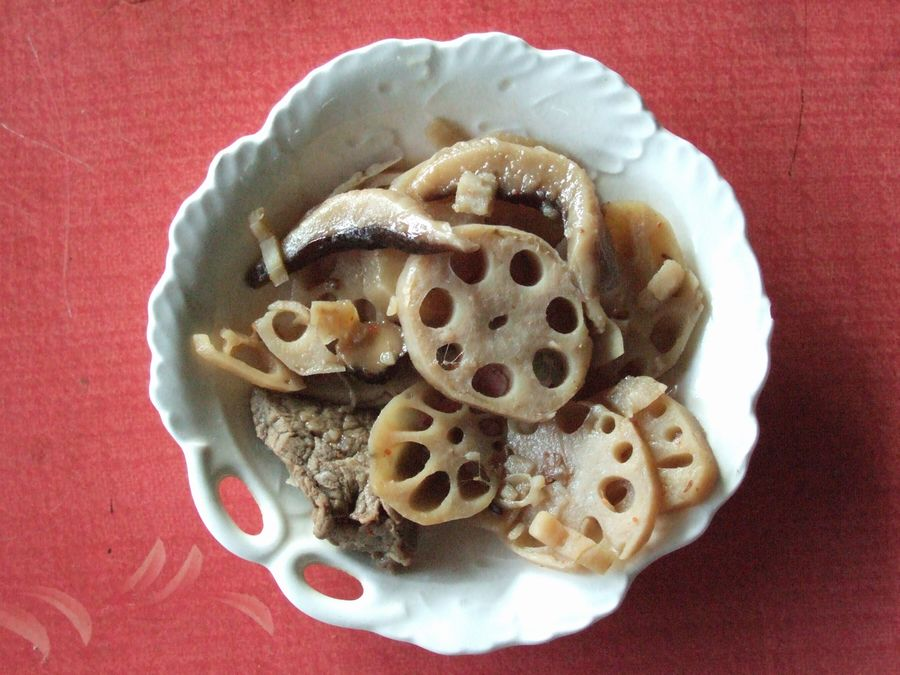
Vařené lotosové oddenky jsou součástí asijské kuchyně

Lotos ořechonosný (Nelumbo nucifera), též známý jako lotos indický, je vodní rostlina z čeledi lotosovitých (Nelumbonaceae). Pochází z indického subkontinentu, kde je často pěstován buddhisty jako mystická rostlina.
Je to vytrvalá, ve dně zakořeňující vodní bylina s rozvětvený oddenkem. Listy jsou střídavé, vyrůstají z oddenku, splývají na vodní hladině nebo vyčnívají z vody, s průduchy jen na vrchní straně čepele. Stonek je bez druhotného tloustnutí. Na vrcholu oddenku se na konci sezóny vytvářejí hlízovité zásobní orgány. Řapíky listů jsou dlouhé a přirůstají uprostřed štítovité čepele. Žilnatina je dlanitá. Květy jsou jednotlivé, velké, oboupohlavné, vyčnívající nad hladinu na dlouhých stvolech. Opylovány jsou hlavně brouky. Všechny květní orgány jsou acyklické. Okvětní plátky v počtu 22 až 30. Tyčinek je mnoho (asi 200 až 400), dozrávají centripetálně. Gyneceum je svrchní, apokarpní, složené z 12 až 40 volných plodolistů, jednotlivě vrostlých do zploštělé vrchní plochy dužnatého květního lůžka. Každý plodolist obsahuje jediné vajíčko. Plodem jsou nepukavé oříšky vnořené do květního lůžka. Semena mají velké embryo a tenký endosperm.
Charakteristickým biotopem lotosu indického jsou stojaté a pomalu tekoucí mělké vody.
Jako lotos egyptský bývá nesprávně označován leknín posvátný (Nymphaea lotus).

## Využití

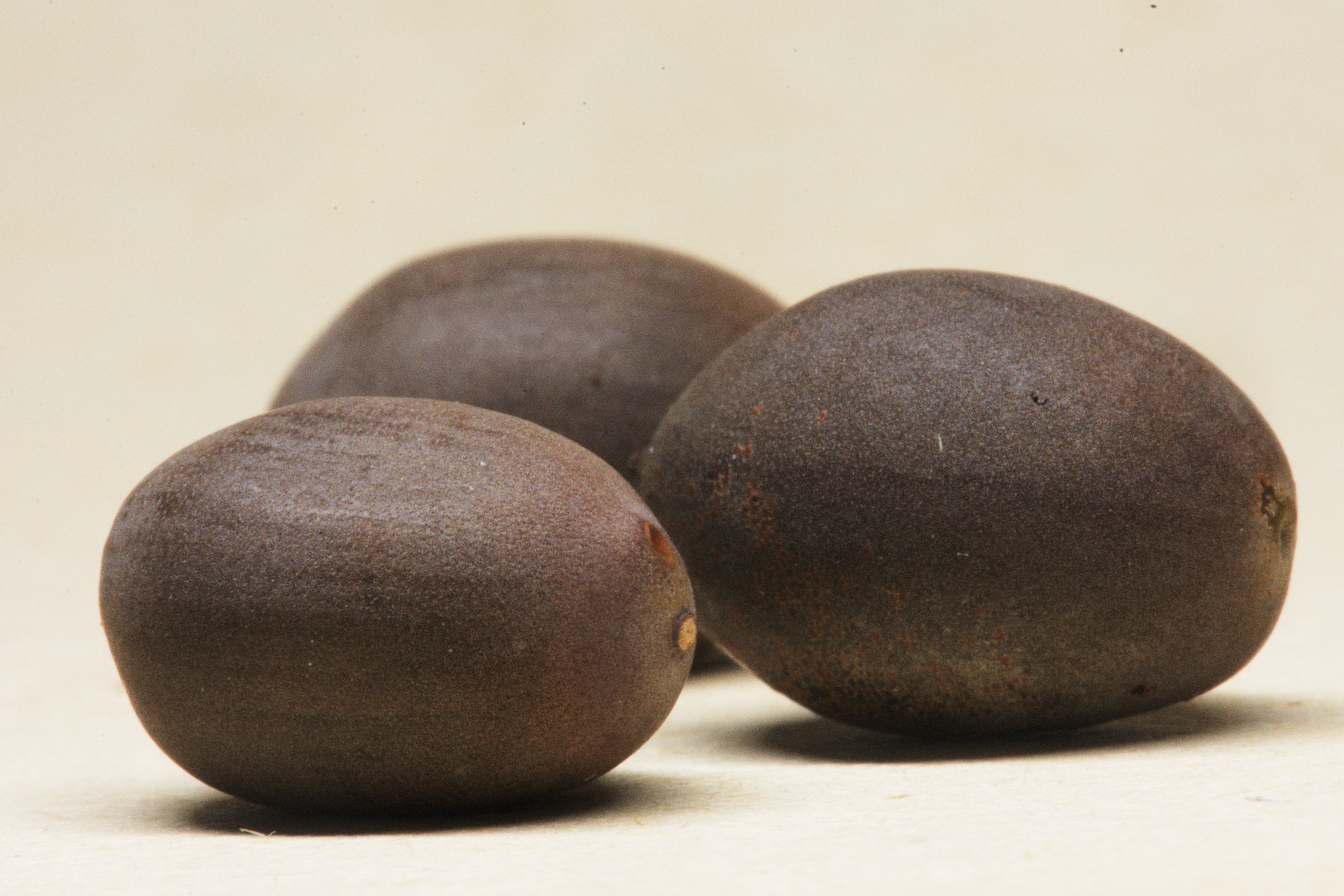
Plody lotosu indického

Jedním z nejčastějších způsobů využití je sběr květů jako obřadní rostlina a obětina. Oříšky se konzumují a stvoly se po namočení ve vodě používají jako surovina pro získání vláken ze kterých se předou látky. K vidění je tato technika například na barmském jezeru Inle. 